# San Potito Sannitico
San Potito Sannitico é uma comuna italiana da região da Campania, província de Caserta, com cerca de 1.899 habitantes. Estende-se por uma área de 22 km², tendo uma densidade populacional de 86 hab/km². Faz fronteira com Alife, Castello del Matese, Cusano Mutri (BN), Gioia Sannitica, Piedimonte Matese.
Pertence à rede das Cidades Cittaslow.

## Demografia
| Variação demográfica do município entre 1861 e 2011                               |
|                                                                                   |
| Fonte: Istituto Nazionale di Statistica (ISTAT) - Elaboração gráfica da Wikipedia |